# Kaffekoppen her ..
Kaffekoppen her .. er en dansk eksperimentalfilm fra 1980 instrueret af Lene Adler Petersen.

## Handling
Tilblivelse af en lagkage (hverdags poesi).